# Koikerojärvi (sjö i Kajanaland)
Koikerojärvi är en sjö i Finland. Den ligger i kommunen Paldamo i landskapet Kajanaland, i den centrala delen av landet, 500 km norr om huvudstaden Helsingfors. Koikerojärvi ligger 167,6 meter över havet. Den är 22 meter djup. Arean är 72,7 hektar och strandlinjen är 4,2 kilometer lång. Sjön  ingår i Uleälvens huvudavrinningsområde. 